# Moringua edwardsi
Moringua edwardsi е вид змиорка от семейство Moringuidae. Видът не е застрашен от изчезване.

## Разпространение и местообитание
Разпространен е в Американски Вирджински острови, Антигуа и Барбуда, Аруба, Барбадос, Бахамски острови, Белиз, Бермудски острови, Британски Вирджински острови, Венецуела, Гваделупа, Гренада, Доминика, Куба, Мартиника, Мексико, Монсерат, Никарагуа, Пуерто Рико, САЩ (Флорида), Сейнт Винсент и Гренадини, Сейнт Китс и Невис, Сейнт Лусия, Тринидад и Тобаго, Хондурас и Ямайка.
Обитава пясъчните дъна на полусолени водоеми, океани, морета и рифове в райони със субтропичен климат. Среща се на дълбочина от 0,2 до 4791 m, при температура на водата от 3,7 до 28 °C и соленост 34,5 – 36,9 ‰.

## Описание
На дължина достигат до 50 cm.